# Großer Preis von Belgien 2024
Der Große Preis von Belgien 2024 (offiziell Formula 1 Rolex Belgian Grand Prix 2024) fand am 28. Juli auf dem Circuit de Spa-Francorchamps in Spa statt und war das 14. Rennen der Formel-1-Weltmeisterschaft 2024.

## Bericht

### Hintergründe
Nach dem Großen Preis von Ungarn führte Max Verstappen in der Fahrerwertung mit 76 Punkten vor Lando Norris und mit 103 Punkten vor Charles Leclerc. In der Konstrukteurswertung führte Red Bull Racing mit 51 Punkten vor McLaren-Mercedes und mit 67 Punkten vor Ferrari.
Beim Großen Preis von Belgien stellte Pirelli den Fahrern die Reifenmischungen C2 Hard (weiß), C3 Medium (gelb) und C4 Soft (rot) sowie Cinturato Intermediates (grün) und Cinturato Full-Wets (blau) für nasse Bedingungen zur Verfügung.
Alpine trat zum Grand Prix mit einer Sonderlackierung an. Der Grund für den Farbwechsel war ein Sondersponsoring zum neuen Hollywood-Kinofilm Deadpool & Wolverine: Rot und Schwarz als Markenzeichen von „Deadpool“ sowie die gelben „Klauen“-Spuren von „Wolverine“ waren auf den Formel-1-Autos von Pierre Gasly und Esteban Ocon inszeniert worden. Dies geschah als Werbemaßnahme zur Filmveröffentlichung am 24. Juli 2024.
Kevin Magnussen (zehn), Sergio Pérez, Logan Sargeant, Fernando Alonso (jeweils acht), Lance Stroll (fünf), Verstappen, Lewis Hamilton (jeweils vier), Ocon (drei), George Russell, Nico Hülkenberg, Daniel Ricciardo, Yuki Tsunoda, Valtteri Bottas, Zhou Guanyu (jeweils zwei) und Carlos Sainz jr. (einer) gingen mit Strafpunkten ins Rennwochenende.
Mit Hamilton (viermal), Verstappen (dreimal), Leclerc und Ricciardo (jeweils einmal) traten vier ehemalige Sieger zu diesem Grand Prix an.
Als Rennkommissare für dieses Rennwochenende fungierten Felix Holter (DEU), Mathieu Remmerie (BEL), Enrique Bernoldi (BRA) und Loïc Bacquelaine (BEL).

### Training
Im ersten freien Training fuhr Verstappen mit 1:43,372 Minuten die Bestzeit vor Oscar Piastri und Alexander Albon.
Im zweiten freien Training war Norris mit einer Zeit von 1:42,260 Minuten Schnellster vor Piastri und Verstappen.
In einem regnerischen dritten freien Training fuhr Verstappen mit 2:01,565 Minuten die schnellste Zeit vor Piastri und Gasly. Das Training wurde nach einem Unfall von Stroll unterbrochen. Selbst nachdem die Strecke wieder freigegeben wurde, verblieben alle Fahrer angesichts des stärker werdenden Regens in ihren Garagen. Etwa 20 Minuten vor Ende des Trainings wurde das Training erneut unterbrochen, da der Regen zu stark war, die Strecke wurde aber mit etwas mehr als zwei Minuten Restzeit noch mal für Startübungen freigegeben.

### Qualifying
Das Qualifying bestand aus drei Teilen mit einer Nettolaufzeit von 45 Minuten. Im ersten Qualifying-Segment (Q) hatten die Fahrer 18 Minuten Zeit, um sich für das Rennen zu qualifizieren. Alle Fahrer, die im ersten Abschnitt eine Zeit erzielten, die maximal 107 Prozent der schnellsten Rundenzeit betrug, qualifizierten sich für das Rennen. Die besten 15 Fahrer erreichten den nächsten Qualifikationsabschnitt. Piastri war Schnellster. Tsunoda, Sargeant, Zhou sowie beide Haas-Piloten schieden aus.
Der zweite Abschnitt (Q2) dauerte 15 Minuten. Die schnellsten zehn Piloten qualifizierten sich für den dritten Teil des Qualifyings. Verstappen war Schnellster. Albon, Gasly, Ricciardo, Bottas und Stroll schieden aus.
Der letzte Abschnitt (Q3) ging über eine Zeit von zwölf Minuten, in denen die ersten zehn Startpositionen vergeben wurden. Verstappen erzielte mit einer Rundenzeit von 1:53,157 Minuten die Bestzeit vor Leclerc und Pérez.
Da Verstappen aufgrund eines Motorenwechsels um zehn Startplätze nach hinten versetzt wurde, startete er den Grand Prix von Platz 11, Leclerc erbte die Pole-Position. Weitere Startplatzstrafen erhielten Zhou, da er Verstappen im Qualifying behinderte, sowie Tsunoda für diverse Wechsel von Antriebselementen. Die beiden starteten jeweils von Platz 19 (Zhou) und 20 (Tsunoda).

### Rennen
Leclerc konnte beim Start die Führung gegen Pérez verteidigen, welcher in der ersten Kurve von Hamilton überholt wurde. Norris berührte am Ausgang der ersten Kurve das Kiesbett und fiel auf Platz sieben zurück. In der dritten Runde konnte Hamilton mithilfe von DRS Leclerc auf der Kemmel-Geraden überholen und die Führung übernehmen. In der gleichen Runde schied Zhou mit mechanischen Problemen aus.
In der 11. Runde stoppten Russell und Verstappen. Eine Runde später folgten Hamilton, Piastri sowie Pérez. Piastri wurde dabei zunächst von Russell beim Boxenausgang überholt, wobei er sich den Platz auf der kommenden Kemmel-Geraden zurückholen konnte. Leclerc folgte in Runde 13 zum Boxenstopp. Sainz jr. und Norris blieben auf der Strecke und übernahmen damit die Führung. In Runde 13 überholte Piastri nun Pérez mit DRS auf der Kemmel-Geraden. Norris kam in Runde 16 zum Boxenstopp und fiel hinter Verstappen zurück.
In Runde 21 kam Sainz jr. zum Boxenstopp und fiel hinter Norris zurück. Damit übernahm Hamilton erneut die Führung. In der gleichen Runde überholte Russell zudem Pérez und übernahm den vierten Rang. In der 22. Runde kam Pérez zum zweiten Boxenstopp. In Runde 26 und 27 folgten Leclerc und Hamilton. Dabei blieb Hamilton vor Leclerc. In der Runde 29 kamen Verstappen und Sainz jr. zum Boxenstopp. In den darauffolgenden fuhren ebenfalls Norris und Piastri zum Boxenstopp. Russell blieb als Führender auf der Strecke.
In den folgenden Runden reduzierten die Fahrer, welche einen zweiten Boxenstopp eingelegt haben, den Abstand auf Russell. Piastri überholte Leclerc in der 36. Runde am Ende der Kemmel-Geraden und übernahm den dritten Platz, nachdem er es bereits in der Runde zuvor an gleicher Stelle versucht hatte. Pérez fiel in den kommenden Runden auf seinen älteren Reifen zurück und belegte nach dem Überholmanöver von Sainz jr den achten Rang. In Runde 41 reduzierte Hamilton den Abstand auf Russel auf unter eine Sekunde, womit er das DRS aktivieren konnte. Hamilton probierte Russell in den folgenden Runden am Ende der Kemmel-Geraden zu überholen, war dabei aber nicht erfolgreich.
Auf der Strecke gewann Russell das Rennen zunächst vor seinem Teamkollegen und Piastri, er wurde jedoch wegen Untergewichts an seinem Wagen nachträglich disqualifiziert. Damit gewann Hamilton das Rennen vor Piastri und Leclerc. Es war Hamiltons 105. Grand-Prix-Sieg. Die restlichen Punkteplatzierungen belegten Verstappen, Norris, Sainz jr., Pérez, Alonso, Ocon und Ricciardo. Pérez erzielte die schnellste Rennrunde und erhielt dafür einen zusätzlichen Punkt.
In der Fahrer- und Konstrukteursmeisterschaft blieben die ersten drei Positionen unverändert.

## Meldeliste
| Team                          | Nr. | Fahrer           | Chassis                           | Motor      | Reifen |
| ----------------------------- | --- | ---------------- | --------------------------------- | ---------- | ------ |
| Oracle Red Bull Racing        | 01  | Max Verstappen   | Red Bull Racing RB20              | Honda RBPT | P      |
| Oracle Red Bull Racing        | 11  | Sergio Pérez     | Red Bull Racing RB20              | Honda RBPT | P      |
| Mercedes-AMG Petronas F1 Team | 63  | George Russell   | Mercedes-AMG F1 W15 E Performance | Mercedes   | P      |
| Mercedes-AMG Petronas F1 Team | 44  | Lewis Hamilton   | Mercedes-AMG F1 W15 E Performance | Mercedes   | P      |
| Scuderia Ferrari              | 16  | Charles Leclerc  | Ferrari SF-24                     | Ferrari    | P      |
| Scuderia Ferrari              | 55  | Carlos Sainz jr. | Ferrari SF-24                     | Ferrari    | P      |
| McLaren F1 Team               | 81  | Oscar Piastri    | McLaren MCL38                     | Mercedes   | P      |
| McLaren F1 Team               | 04  | Lando Norris     | McLaren MCL38                     | Mercedes   | P      |
| Aston Martin Aramco F1 Team   | 18  | Lance Stroll     | Aston Martin AMR24                | Mercedes   | P      |
| Aston Martin Aramco F1 Team   | 14  | Fernando Alonso  | Aston Martin AMR24                | Mercedes   | P      |
| BWT Alpine F1 Team            | 31  | Esteban Ocon     | Alpine A524                       | Renault    | P      |
| BWT Alpine F1 Team            | 10  | Pierre Gasly     | Alpine A524                       | Renault    | P      |
| Williams Racing               | 23  | Alexander Albon  | Williams FW46                     | Mercedes   | P      |
| Williams Racing               | 02  | Logan Sargeant   | Williams FW46                     | Mercedes   | P      |
| Visa Cash App RB F1 Team      | 03  | Daniel Ricciardo | RB VCARB 01                       | Honda RBPT | P      |
| Visa Cash App RB F1 Team      | 22  | Yuki Tsunoda     | RB VCARB 01                       | Honda RBPT | P      |
| Kick Sauber F1 Team           | 77  | Valtteri Bottas  | KICK Sauber C44                   | Ferrari    | P      |
| Kick Sauber F1 Team           | 24  | Zhou Guanyu      | KICK Sauber C44                   | Ferrari    | P      |
| MoneyGram Haas F1 Team        | 20  | Kevin Magnussen  | Haas VF-24                        | Ferrari    | P      |
| MoneyGram Haas F1 Team        | 27  | Nico Hülkenberg  | Haas VF-24                        | Ferrari    | P      |

Anmerkungen
1. ↑  Aufgrund eines Verbots für Glücksspielwerbung beim Großen Preis von Belgien trat Kick Sauber ohne Titelsponsor Stake an.

## Klassifikationen

### Qualifying
| Pos.                                                                      | Fahrer           | Konstrukteur                 | Q1       | Q2       | Q3       | Start |
| ------------------------------------------------------------------------- | ---------------- | ---------------------------- | -------- | -------- | -------- | ----- |
| 01                                                                        | Max Verstappen   | Red Bull Racing-Honda RBPT   | 1:54,938 | 1:53,837 | 1:53,159 | 11    |
| 02                                                                        | Charles Leclerc  | Ferrari                      | 1:55,349 | 1:54,193 | 1:53,754 | 01    |
| 03                                                                        | Sergio Pérez     | Red Bull Racing-Honda RBPT   | 1:55,139 | 1:54,470 | 1:53,765 | 02    |
| 04                                                                        | Lewis Hamilton   | Mercedes                     | 1:55,692 | 1:54,037 | 1:53,835 | 03    |
| 05                                                                        | Lando Norris     | McLaren-Mercedes             | 1:55,582 | 1:54,358 | 1:53,981 | 04    |
| 06                                                                        | Oscar Piastri    | McLaren-Mercedes             | 1:54,835 | 1:54,136 | 1:54,027 | 05    |
| 07                                                                        | George Russell   | Mercedes                     | 1:55,353 | 1:54,095 | 1:54,184 | 06    |
| 08                                                                        | Carlos Sainz jr. | Ferrari                      | 1:55,169 | 1:54,112 | 1:54,477 | 07    |
| 09                                                                        | Fernando Alonso  | Aston Martin Aramco-Mercedes | 1:55,489 | 1:54,258 | 1:54,765 | 08    |
| 10                                                                        | Esteban Ocon     | Alpine-Renault               | 1:55,417 | 1:54,460 | 1:54,810 | 09    |
| 11                                                                        | Alexander Albon  | Williams-Mercedes            | 1:55,722 | 1:54,473 | –        | 10    |
| 12                                                                        | Pierre Gasly     | Alpine-Renault               | 1:54,911 | 1:54,635 | –        | 12    |
| 13                                                                        | Daniel Ricciardo | RB-Honda RBPT                | 1:55,451 | 1:54,682 | –        | 13    |
| 14                                                                        | Valtteri Bottas  | Kick Sauber-Ferrari          | 1:55,531 | 1:54,764 | –        | 14    |
| 15                                                                        | Lance Stroll     | Aston Martin Aramco-Mercedes | 1:56,072 | 1:55,716 | –        | 15    |
| 16                                                                        | Nico Hülkenberg  | Haas-Ferrari                 | 1:56,308 | –        | –        | 16    |
| 17                                                                        | Kevin Magnussen  | Haas-Ferrari                 | 1:56,500 | –        | –        | 17    |
| 18                                                                        | Yuki Tsunoda     | RB-Honda RBPT                | 1:56,593 | –        | –        | 20    |
| 19                                                                        | Logan Sargeant   | Williams-Mercedes            | 1:57,230 | –        | –        | 18    |
| 20                                                                        | Zhou Guanyu      | Kick Sauber-Ferrari          | 1:57,775 | –        | –        | 19    |
| 107-Prozent-Zeit: 2:02,873 min (bezogen auf Q1-Bestzeit von 1:54,835 min) |                  |                              |          |          |          |       |

Anmerkungen
1. ↑  Verstappen wurde aufgrund eines Motorenwechsels um zehn Startplätze nach hinten versetzt.
2. ↑  Tsunoda wurde aufgrund von Überschreitungen der Antriebselemente ans Ende des Feldes versetzt.
3. ↑  Zhou erhielt eine Startplatzstrafe von drei Plätzen, weil er Verstappen in Q1 behindert hatte.

### Rennen
| Pos.                                                              | Fahrer           | Konstrukteur                 | Runden | Stopps | Zeit        | Start | Schnellste Rennrunde |
| ----------------------------------------------------------------- | ---------------- | ---------------------------- | ------ | ------ | ----------- | ----- | -------------------- |
| 01                                                                | Lewis Hamilton   | Mercedes                     | 44     | 2      | 1:19:57,566 | 03    | 1:46,653 (33.)       |
| 02                                                                | Oscar Piastri    | McLaren-Mercedes             | 44     | 2      | + 1,173     | 05    | 1:45,840 (32.)       |
| 03                                                                | Charles Leclerc  | Ferrari                      | 44     | 2      | + 8,549     | 01    | 1:47,013 (33.)       |
| 04                                                                | Max Verstappen   | Red Bull Racing-Honda RBPT   | 44     | 2      | + 9,226     | 11    | 1:46,128 (32.)       |
| 05                                                                | Lando Norris     | McLaren-Mercedes             | 44     | 2      | + 9,850     | 04    | 1:45,563 (31.)       |
| 06                                                                | Carlos Sainz jr. | Ferrari                      | 44     | 2      | + 19,795    | 07    | 1:46,364 (44.)       |
| 07                                                                | Sergio Pérez     | Red Bull Racing-Honda RBPT   | 44     | 3      | + 43,195    | 02    | 1:44,701 (44.)       |
| 08                                                                | Fernando Alonso  | Aston Martin Aramco-Mercedes | 44     | 1      | + 49,963    | 08    | 1:48,051 (42.)       |
| 09                                                                | Esteban Ocon     | Alpine-Renault               | 44     | 2      | + 52,552    | 09    | 1:46,957 (43.)       |
| 10                                                                | Daniel Ricciardo | RB-Honda RBPT                | 44     | 2      | + 54,926    | 13    | 1:47,435 (37.)       |
| 11                                                                | Lance Stroll     | Aston Martin Aramco-Mercedes | 44     | 1      | + 1:03,011  | 15    | 1:48,105 (44.)       |
| 12                                                                | Alexander Albon  | Williams-Mercedes            | 44     | 2      | + 1:03,651  | 10    | 1:47,996 (44.)       |
| 13                                                                | Pierre Gasly     | Alpine-Renault               | 44     | 2      | + 1:04,365  | 12    | 1:47,418 (30.)       |
| 14                                                                | Kevin Magnussen  | Haas-Ferrari                 | 44     | 1      | + 1:06,631  | 17    | 1:47,848 (44.)       |
| 15                                                                | Valtteri Bottas  | Kick Sauber-Ferrari          | 44     | 2      | + 1:10,638  | 14    | 1:47,019 (37.)       |
| 16                                                                | Yuki Tsunoda     | RB-Honda RBPT                | 44     | 1      | + 1:16,737  | 20    | 1:47,969 (44.)       |
| 17                                                                | Logan Sargeant   | Williams-Mercedes            | 44     | 2      | + 1:26,057  | 18    | 1:47,490 (43.)       |
| 18                                                                | Nico Hülkenberg  | Haas-Ferrari                 | 44     | 2      | + 1:28,833  | 16    | 1:48,954 (44.)       |
| –                                                                 | Zhou Guanyu      | Kick Sauber-Ferrari          | 5      | 0      | DNF         | 19    | 1:52,099 (02.)       |
| DSQ                                                               | George Russell   | Mercedes                     | 44     | 1      | –           | 06    | 1:47,113 (44.)       |
| Fahrer des Tages: Lewis Hamilton (26,1 % der abgegebenen Stimmen) |                  |                              |        |        |             |       |                      |

Anmerkungen
1. ↑  Russell gewann das Rennen ursprünglich, wurde allerdings nachträglich wegen Untergewicht disqualifiziert.

## WM-Stände nach dem Rennen
Die ersten zehn des Rennens bekamen 25, 18, 15, 12, 10, 8, 6, 4, 2 bzw. 1 Punkt(e). Zusätzlich wurde ein Punkt für die schnellste Rennrunde vergeben, wenn der betreffende Fahrer unter den ersten Zehn ins Ziel kam.

### Fahrerwertung
| Pos. | Fahrer           | Konstrukteur                 | Punkte |
| ---- | ---------------- | ---------------------------- | ------ |
| 01   | Max Verstappen   | Red Bull Racing-Honda RBPT   | 277    |
| 02   | Lando Norris     | McLaren-Mercedes             | 199    |
| 03   | Charles Leclerc  | Ferrari                      | 177    |
| 04   | Oscar Piastri    | McLaren-Mercedes             | 167    |
| 05   | Carlos Sainz jr. | Ferrari                      | 162    |
| 06   | Lewis Hamilton   | Mercedes                     | 150    |
| 07   | Sergio Pérez     | Red Bull Racing-Honda RBPT   | 131    |
| 08   | George Russell   | Mercedes                     | 116    |
| 09   | Fernando Alonso  | Aston Martin Aramco-Mercedes | 49     |
| 10   | Lance Stroll     | Aston Martin Aramco-Mercedes | 24     |
| 11   | Nico Hülkenberg  | Haas-Ferrari                 | 22     |

| Pos. | Fahrer           | Konstrukteur        | Punkte |
| ---- | ---------------- | ------------------- | ------ |
| 12   | Yuki Tsunoda     | RB-Honda RBPT       | 22     |
| 13   | Daniel Ricciardo | RB-Honda RBPT       | 12     |
| 14   | Oliver Bearman   | Ferrari             | 6      |
| 15   | Pierre Gasly     | Alpine-Renault      | 6      |
| 16   | Esteban Ocon     | Alpine-Renault      | 5      |
| 17   | Kevin Magnussen  | Haas-Ferrari        | 5      |
| 18   | Alexander Albon  | Williams-Mercedes   | 4      |
| 19   | Zhou Guanyu      | Kick Sauber-Ferrari | 0      |
| 20   | Logan Sargeant   | Williams-Mercedes   | 0      |
| 21   | Valtteri Bottas  | Kick Sauber-Ferrari | 0      |

### Konstrukteurswertung
| Pos. | Konstrukteur                 | Punkte |
| ---- | ---------------------------- | ------ |
| 01   | Red Bull Racing-Honda RBPT   | 408    |
| 02   | McLaren-Mercedes             | 366    |
| 03   | Ferrari                      | 345    |
| 04   | Mercedes                     | 266    |
| 05   | Aston Martin Aramco-Mercedes | 73     |

| Pos. | Konstrukteur        | Punkte |
| ---- | ------------------- | ------ |
| 06   | RB-Honda RBPT       | 34     |
| 07   | Haas-Ferrari        | 27     |
| 08   | Alpine-Renault      | 11     |
| 09   | Williams-Mercedes   | 4      |
| 10   | Kick Sauber-Ferrari | 0      |